# Sas csillagkép

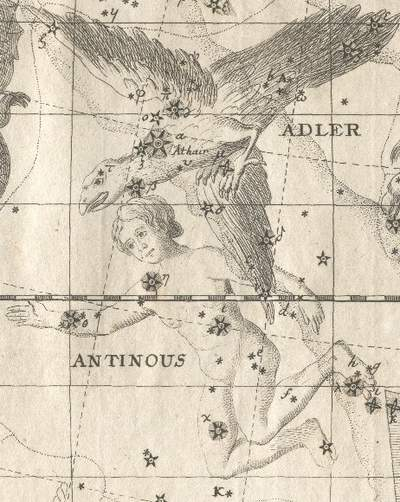
A Sas csillagkép
(itt németül, Adler néven van feltüntetve)

A Sas (latin: Aquila) egy csillagkép.

## Története, mitológia
Ez a csillagkép mezopotámiai eredetű. Már egy Kr.e. 1200-ból származó domborművön is sasként ábrázolták. A görögök szemében a sas - a levegő többi teremtményéhez hasonlóan - Zeusz madara volt (a római mitológiában Iuppiteré). A madarak királyát kitüntetett királyi szolgaként és a nagy égisten harci állataként tartották számon, akinek többek között az volt a feladata, hogy visszaszerezze a villámokat, amelyeket Zeusz elhajigált.
A Sas csillagképhez fűződik Ganümédész, a szépséges ifjú halandó elrablásának és elcsábításának mítosza, amelyben a szerelemre gerjedt Zeusz jelenik meg a madár képében. A Sast gyakran ábrázolják úgy, hogy karmai között egy ifjút tart. Ganümédészt a csillagképtől délre képzelték elődeink az égre, fejét a β Aql alkotja.
Egy másik mítosz a sasmadár vérengző természetéről tanúskodik. Egyes források arról tudósítanak, hogy Prométheusz - akinek neve "előrelátót" jelent - a titánok utolsó nemzedékéhez tartozott, s az első istenpár, Uranosz és Gaia gyermeke volt. Őt tartják az emberiség teremtőjének és isteni védelmezőjének. Prométheusz tanította meg az embereket a különböző mesterségekre és tudományokra. Zeusz azonban méltatlannak tartotta a gyarló emberi fajt ekkora adományra. Az engedetlen titán ekkor egy üres köményszárban lelopta az embereknek a Nap tüzét az égről. Zeuszt felbőszítette a titán engedetlensége, és iszonyú büntetéssel sújtotta. Mezítelenül egy oszlophoz láncolták a Kaukázus hegységben, s hajnaltól alkonyatig Zeusz sasmadara tépte a máját. Mivel azonban Prométheusz halhatatlan volt, mája minden éjszaka begyógyult, hogy másnap ismét a sas lakomája legyen. Prométheuszra tehát örök szenvedés várt. Sok év múltán Zeusz mégis hallgatott Héraklész kérésére, és megkönyörült Prométheuszon, vagy Héraklész kiszabadította. Kheirón, a bölcs kentaur, akit a hős megsebzett nyilával, elcserélte halhatatlanságát Prométheusszal, hogy a halál megszabadítsa véget nem érő szenvedéseitől. Mikor Zeusz ráállt a cserére, Héraklész szíven lőtte a sasmadarat.

## Látnivalók
Az Altair az egyik legfényesebb csillag a nyári égbolton.

### Csillagok
- α Aquilae - Altair vagy Atair (Repülő sas): a Földtől 16 fényév távolságra lévő, fehér színű, 0m,77 magnitúdós, csillag, az "Olimposz ura". Az égbolt 12. legfényesebb csillaga. Neve az arab "sas" szóból származik, így a csillagkép egészét képviseli. A Hattyú csillagképből a Denebbel, és a Lant csillagképből a  Vegával együtt tagja a Nagy Nyári Háromszögnek.
- β Aql - Alshain: sárga színű, 3,7 fényrendű csillag, a távolsága mintegy 42 fényév. A csillag neve megfelel az egész csillagkép perzsa elnevezésének.
- γ Aql - Reda vagy Tarazed: 2m,7-ós, sárga színű, 280 fényév távolságra lévő csillag. Az α,β és γ Aquilae együtt a Sas csillagcsoportként ismert, jól kivehető, közeli csoportosulást alkotják, az őket összekötő ív szögtávolsága mindössze 5°.
- δ Aql - Okab, de nevezik Denebnek is: mintegy 55 fényévre lévő harmadrendű csillag.
- η Aql: az egyik legfényesebb cefeida változó, a periódusa 7,18 nap, ez alatt a fényessége 4m,1 és 5m,3 között ingadozik. A szuperóriás, 1200 fényév távolságra levő csillag fényváltozásait szabad szemmel vagy látcsővel is nyomon lehet követni.

### Kettőscsillagok
- 15 Aquilae: egy ötödrendű, sárga színű csillagból és a hetedrendű társából álló kettőscsillag. A rendszer már kis nyílású távcsővel is felbontható.
- 57 Aql: két hatodrendű összetevőből álló kettőscsillag, a felbontásához kis távcső is elegendő.

### Mélyég-objektumok
- NGC 6709 A mintegy 2600 fényévre lévő nyílt halmazhoz kb. 40 csillag tartozik, amelyek 0,2°-os átmérőjű területen találhatók.
- NGC 6755 Halvány csillagokat tartalmazó nyílt halmaz.
- Barnard 142/143 Kevéssel nyugatra a γ Aquilae csillagtól van egy sötét felhő, amelyet jobb minőségű távcsővel is meg lehet figyelni. Ez hármas tagozódást mutat, és gyakran mint "Sötét Barlang"-ot említik. Ilyenfajta sötét felhőkben nehezen lehet távolságmeghatározásokat végezni. Azonban gyanítható, hogy a "Sötét Barlang" távolsága 2500 fényév körül lehet. Látszólagos átmérője kb. 0,5°, vagyis kb. akkora, mint a holdkorong.
- NGC 6772 halvány planetáris köd, nagyobb amatőrtávcsővel lehet megfigyelni
- NGC 6781 halvány planetáris köd, nagyobb amatőrtávcsővel lehet megfigyelni

### Változócsillagok
- V603 Aql 1918-ban kifényesedett és felfedezett nóva, melynek független magyar felfedezője Komáromi Kacz Endre volt.[1]